# Juliomys
Juliomys is een geslacht van zoogdieren uit de familie van de Cricetidae. De wetenschappelijke naam van het geslacht werd in 2000 gepubliceerd door González.

## Soorten
Er worden 4 soorten in dit geslacht geplaatst:
- Juliomys ossitenuis L. P. Costa, S. E. Pavan, Y. L. R. Leite, & Fagundes, 2007
- Juliomys pictipes (Osgood, 1933)
- Juliomys rimofrons J. A. de Oliveira & Bonvicino, 2002
- Juliomys ximenezi A. U. Christoff, E. M. Vieira, L. R. Oliveira, J. W. Gonçalves, V. H. Valiati, & Tomasi, 2016